# Inondations de 2012 en Corée du Nord
Les inondations de 2012 en Corée du Nord sont survenues au cours du mois de juillet 2012. Des inondations et glissements de terrain causés par des pluies torrentielles font 169 morts, 400 disparus et 212 200 déplacés. Selon les médias officiels nord-coréens,  650 km2 de terres cultivées sont dévastées.
Le 6 août 2012, le Viêt Nam décide d'offrir 5 000 tonnes de riz à la Corée du Nord.